# Kniphofia benguellensis
Kniphofia benguellensis là một loài thực vật có hoa trong họ Thích diệp thụ. Loài này được Welw. ex Baker miêu tả khoa học đầu tiên năm 1878.